# 宮中某重大事件

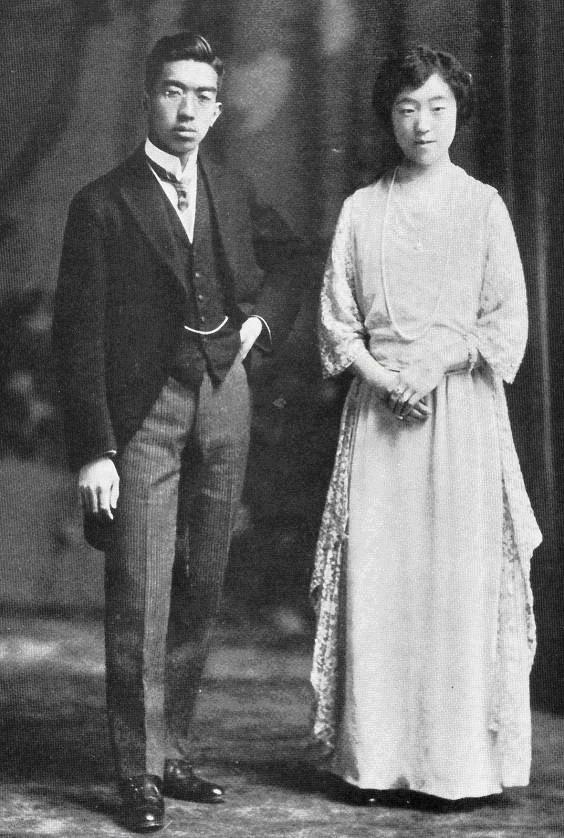
皇太子裕仁親王と同妃良子（1924年）

宮中某重大事件（きゅうちゅうぼうじゅうだいじけん）は、大正天皇の皇太子・裕仁親王（後の昭和天皇）妃に内定していた久邇宮家の良子女王（後の香淳皇后）の家系に色覚異常の遺伝があるとして、1920年（大正9年）から1921年（大正10年）にかけて元老・山縣有朋らが久邇宮家に婚約辞退を迫った事件である。天皇の血統を重んじる山縣らに対し、良子女王の父・久邇宮邦彦王や、皇太子や良子女王に倫理を教えていた杉浦重剛らが人倫論を訴え抵抗した。当時世間一般には知られなかったものの、薩長閥の対立や反藩閥勢力の動き、さらには皇太子の外遊計画への反対運動も絡んで、宮中から政界、右翼などを巻き込む騒動となった。しかし1921年2月10日に政府が婚約内定に変更はない旨の発表を行うことで収束し、正式に婚約。内定から5年後の1924年（大正13年）1月26日にようやく成婚式が行われた。一方、この一件で敗北した山縣は謹慎に追い込まれるなど影響力を著しく喪失し、失意のうちに翌年死去することとなる。
皇太子妃色盲事件、東宮妃冊立問題とも。

## 皇太子妃の選定

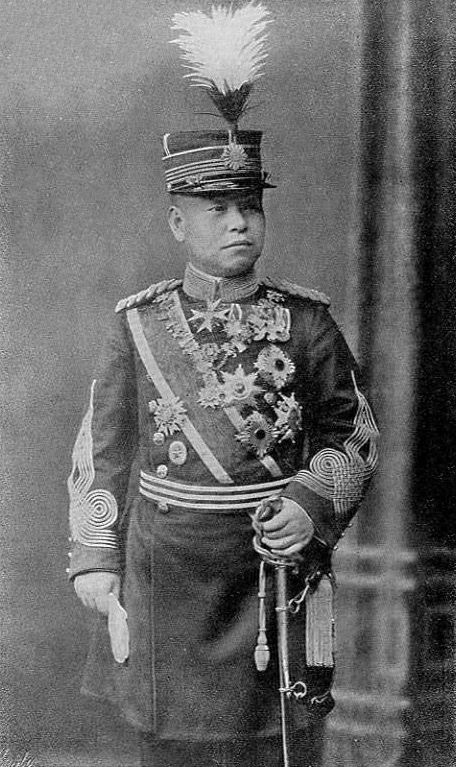
久邇宮邦彦王

1914年（大正4年）11月10日、大正天皇の即位式が京都御所で行われた。翌1915年（大正5年）11月には裕仁親王の立太子の礼が予定され、この頃から皇太子妃候補が噂され始めた。密かに有力候補に挙げられていたのは一条実輝公爵の三女・朝子であった。そのほか、久邇宮邦彦王の長女・良子女王、梨本宮守正王の長女・方子女王も有力視され、山階宮菊麿王の長女・安子女王、伏見宮博恭王の長女・恭子女王も名前を挙げられていた。
皇太子妃選定の経緯については諸説あるものの、確かな資料はほとんどない。ただし、福田清人によれば、貞明皇后が東宮御学問所御用掛として皇太子に倫理学を教えていた杉浦重剛を相談相手に、東宮御学問所の小笠原長生に命じて候補者の写真等を集めさせ選定したとされ、大野芳は、元老かつ内大臣であった松方正義が関与し、元首相・山本権兵衛と牧野伸顕が波多野敬直宮内大臣を使い、良子女王を推挙したとみている。そのほか片野真佐子は、昭憲皇太后が明治天皇の大葬の際に良子女王を見初めたという話を紹介している。
1917年（大正6年）11月、貞明皇后は学習院女学部の授業参観を名目に良子女王に会い、女王を一目で気に入る。それを知った波多野宮内大臣は、宮内省御用掛・三浦謹之助に久邇宮家の姉妹全員の身体検査を行わせた。良子女王は健康体と診断されたが、このとき色覚検査は行っていなかった。なお、母方の祖母の山崎寿満子が軽度の色覚異常で、良子女王の兄弟である朝融王と邦英王も軽度の色弱であったことから、久邇宮家では担当の角田隆医学博士に良子女王の色覚調査を行わせ、女王には色覚異常の因子はなく成婚に支障はないとの結論を得ていた。
1918年（大正7年）1月14日、波多野宮内大臣が第15師団長であった久邇宮邦彦王を豊橋の師団長宿舎に訪れ、良子女王が皇太子妃に予定されているとの御沙汰書を渡した。翌日波多野は沼津御用邸にいた皇太子にも報告。邦彦王夫妻は1月18日に天皇・皇后に御礼のため参内。同日の新聞に、婚約内定と、4月29日の皇太子誕生日に天皇の勅許が下りて正式発表されると報じられた。しかし実際には4月29日に発表は行われず、翌1919年（大正8年）6月10日にようやく婚約内定の御沙汰書が久邇宮家へ下り、記事が報道された。
婚約内定を受けて、1918年2月、良子女王は学習院を退学して結婚準備に入った。同年4月13日、麹町一番町の旧久邇宮邸に御花御殿と呼ばれる学問所を作り、東京女子高等師範学校教授の後閑菊野を教育主任に招聘し、お妃教育を始めた。5月には杉浦重剛も修身担当を委嘱された。
1919年（大正8年）6月に良子女王が母の邦彦王妃俔子と、貞明皇后にご機嫌伺いのため参内したときには、皇后は自分が皇太子妃に内定した際に昭憲皇太后から贈られたダイヤモンドの腕輪を良子女王に与えて、事実上婚約を認める姿勢をみせた。また同年、皇太子が久邇宮邸で良子女王と初対面している。

## 色覚異常問題の発覚

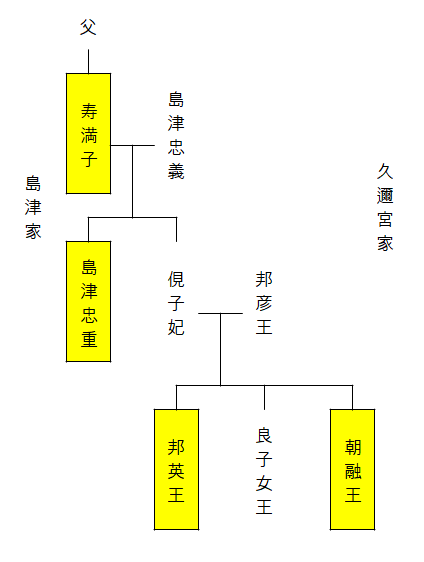
久邇宮家・島津家家系図（一部）。黄地の人物は色覚異常。

1920年（大正9年）春頃、学習院生徒の身体検査を行った陸軍軍医・草間要が、久邇宮邦英王の色覚異常を発見する。さらに兄・朝融王と、母方の叔父・島津忠重にも色覚異常があることを知り、島津家と久邇宮家との間に色覚異常遺伝の関係があると考えた。草間は密かに軍医学校長に相談し、そして陸軍から宮内省にも伝えられた。宮内省は今更そんな話が出ても困るので内密に収めるような姿勢を見せたが、山縣有朋の主治医である予備役軍医総監平井政遒の耳に入り、平井が山縣へ報告した。山縣が色覚異常に関する報告を受けたのは、5月中であった。
1909年（明治42年）に出された「陸軍士官候補生諸生徒其他陸軍志願者身体検査規則」では色覚異常者を不合格にするとしており、海軍も同様であった。また皇族身位令で、皇太子・皇太孫は満10歳になった後、陸軍および海軍の武官に任ずると定めていた。これらから山縣は、将来天皇に即位し大元帥となるべき者が色覚異常であっては困ると問題視した。
早速山縣は波多野宮内大臣を詰問したが、波多野がまともに取り合わなかった。6月20日に波多野は山縣の圧力により宮相を辞任し、後任は山縣系の中村雄次郎となった。山縣が原首相に語ったことによると、波多野では事務が進まない上に、5月19日の臣籍降下をめぐる皇族会議で皇族の賛意が得られなかったばかりか、そのことが外部に漏れた失態が原因であるとしている。読売新聞や東京朝日新聞も皇族会議の失敗が原因ではないかと報道しており、波多野自身も当時は皇族会議の失敗が主因であると語っていた。一方反山縣派は、この更迭は宮中を意のままにしたい山縣の陰謀であるとして批判し、原首相も同じ認識であった。この当時、色覚異常問題について認識していた政府・宮中関係者は山縣と波多野、そして石原健三宮内次官程度であり、だれも口外していない状況であった。後に婚約解消問題が浮上した後、波多野自身も解任の原因は婚約解消問題にあったと示唆するようになり、枢密顧問官の倉富勇三郎や、伊藤之雄・浅見雅男といった研究者も山縣が婚約解消の布石のために波多野を辞任に追い込んだという見解を示している。ただし、山縣が婚約解消について提議するのはこの数カ月後であり、この時点で婚約解消を決断していたという根拠は見つかっていない。

## 山縣主導による婚約解消への動き

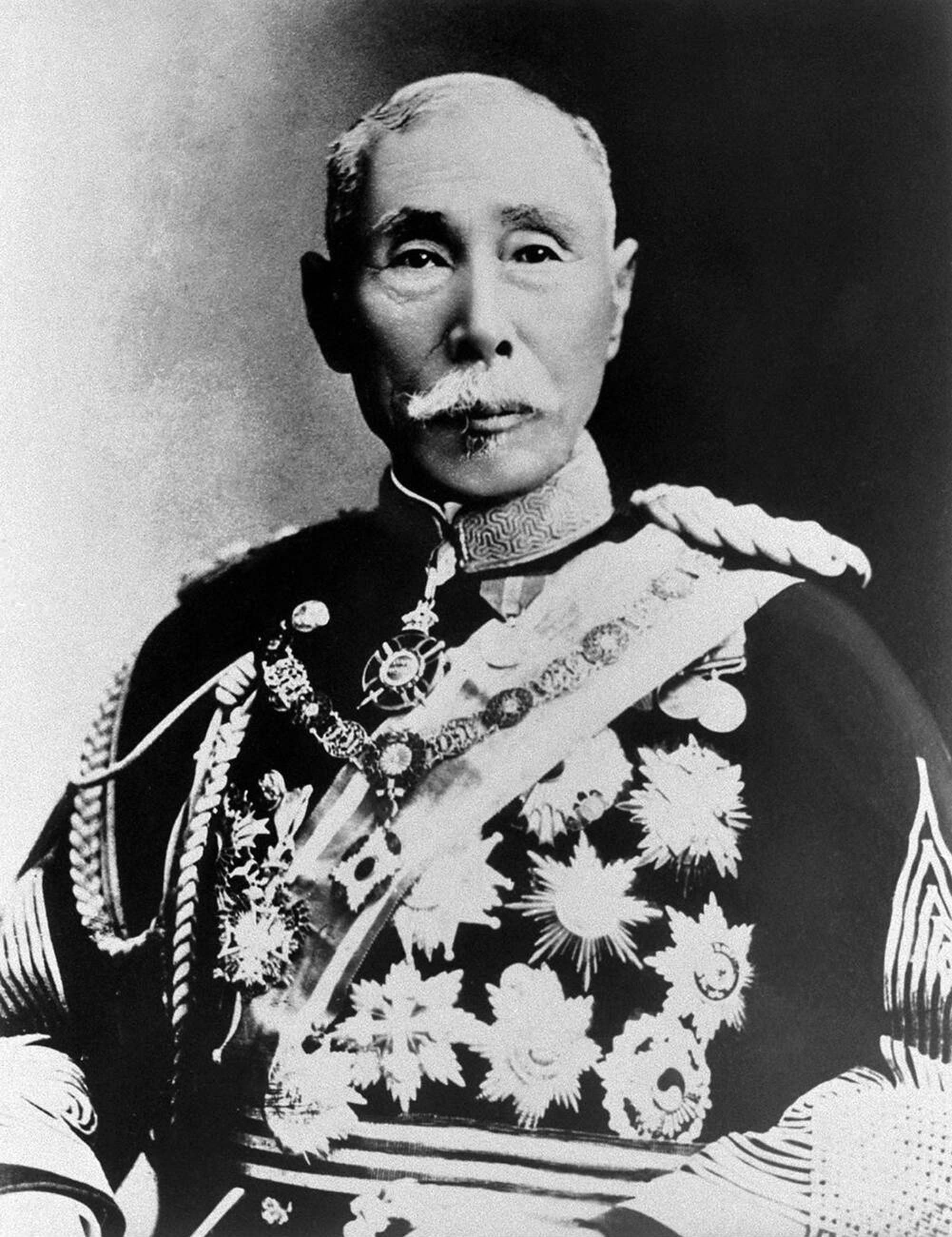
山縣有朋

山縣は同じ頃に開催された皇室財産会議の際に元老の松方正義と西園寺公望に色覚異常問題を伝えると、松方と西園寺の二人は共に驚き、中村宮内大臣に医学的調査を行わせることになった。中村は池辺棟三郎侍医頭と宮内庁御用掛の保利真直、三浦謹之助に色覚異常遺伝の調査を行うよう指示。この調査では改めての診断を行わず、医学上の定説を元に保利が意見書を執筆し、10月11日に提出された。その内容は、色覚異常の家系に生まれた女性が健全な男性と結婚した場合、その息子の半数が色覚異常となる可能性があるので、結婚には特に慎重な熟慮を要し、色覚異常者が軍人になれない規則の改正も必要である、というものであった。
山縣は意見書を読むと、松方、西園寺、中村宮内大臣に加え、山縣系官僚で宮内庁御用掛の平田東助を自邸に招き協議。皇族筆頭である伏見宮貞愛親王に意見書の内容を伝え、貞愛親王から邦彦王を説得してもらおうとした。11月12日に台湾に出張していた邦彦王が戻ると、貞愛親王は久邇宮家の木村英俊宮付事務官を呼び出し意見書を提示した。さらに西園寺は京都で邦彦王に会った際に、直接婚約の辞退を勧告した。

## 久邇宮家と杉浦重剛らの抵抗

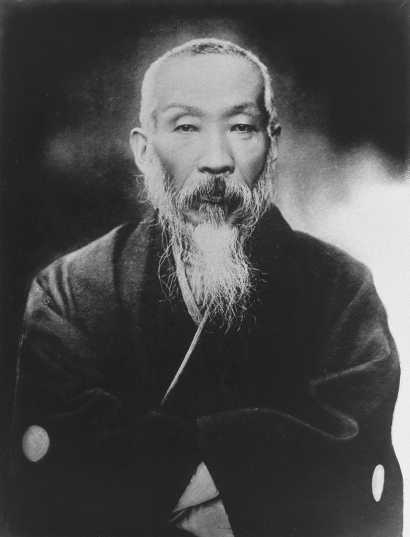
杉浦重剛

杉浦重剛は10月13日に山縣に会った際に「久邇宮にも困ったものだ」と言われ、何事かと思い情報収集にあたった。そして11月18日、良子女王への進講のため久邇宮邸を訪れた際に後閑菊野と久邇宮家に仕える分部資吉から色覚異常問題を聞き、保利の意見書も見て事態を把握する。杉浦は「かかる意見書、何かあるべき、取るに足らぬ事なり」として色覚異常は些末な欠点であると言い、「綸言汗の如し」、つまり、一旦内定した婚約を取り消すのは天皇の徳を傷つけると主張した。
一方、久邇宮家に近い賀来佐賀太郎専売局長が、知り合いの藤田秀太郎に理由を述べずに色覚異常の遺伝に関する意見書の作成を依頼し、11月25日に藤田の意見書が出来上がる。報告書には、色覚異常は半数の男子にしか遺伝せず、色覚異常の遺伝子を持たない者と結婚し三代経てば色覚異常の遺伝は無くなると記されており、島津忠義の側室・寿満子の父が色覚異常であるとして、その三代目にあたる良子女王は色覚異常の遺伝子を持たないとするもので、通常の学説に則っていない「いい加減」なものであった。
徹底抗戦の意思を固めた邦彦王は11月28日、貞明皇后に拝謁し、「凡そ帝室の御事は、衆庶臣民、常に敬虔の念をもって耳目を傾けざるはなく、苟も事一旦御治定あらせられたると伝わりたる候、軽々に之が更改を試みんが、民間の物議を醸すこと容易ならずと拝信す。若し其御治定にして、後来更生を要すべき遺漏があらんか、当局の責免るべからざるは勿論なるのみならず、実に不忠不臣の罪も免るべからざるし（以下略）」から始まり、天皇・皇后が取り消しを望む、または皇室の血統に必ず弱点が生ずるとなった場合には速やかに辞退する、という書面を提出し直訴した。しかし皇后は邦彦王の態度を不遜であるとして怒り、皇后宮大夫を通じて書面を返却した。
12月1日、杉浦は明治神宮を参拝した後、自らが創設した日本中学校で友人や門下生である、一瀬勇三郎、平石氏人、畑勇吉、島弘尾、川地三郎らと話し合い、本格的に行動を開始した。そして12月3日、杉浦は恩師でもある浜尾新東宮太夫と面談。このとき杉浦は、婚約破棄という人倫にもとることが行なわれれば今まで皇太子に倫理を教えてきたのが無駄になり、また良子女王は自殺するか出家するしかなくなるとし、婚約続行を訴えるが聞き入れられず、翌日、病気を理由として東宮御学問所幹事の小笠原長生に東郷平八郎総裁宛の辞表を出した。そして杉浦は12月6日以降、病気を理由に東宮御学問所の講義を欠勤し、以後学問所の終了まで杉浦の講義は行われなかった。
それまで原敬総理大臣は蚊帳の外であったが、12月7日に西園寺と田中義一陸軍大臣から話を聞き、婚約解消問題を初めて知る。山縣も原に状況を説明し、味方に取り込もうとした。そして原は12月15日に松方を訪ね、婚約解消を確認しあった。
12月6日、山縣は上京し久邇宮邸を訪れ、皇后に提出した親書に対する疑義を質し、婚約辞退を勧めようとした。久邇宮側は動揺し、宮務監督の栗田直八郎が辞退の文章起草に取り掛かる状況となった。邦彦王は12月9日頃、山縣と松方正義に、皇后に提出した親書の写しと医師の診断書を含む手紙を送った。これに対し山縣は、久邇宮家から婚約を辞退すれば、その皇室への忠誠心を皆が称えるであろう、という内容の返答をした。
12月16日、山縣は邦彦王に、改めて専門家に調査を依頼し、その結果が宮内省の報告書と同じであったなら婚約を辞退すべきである、との手紙を出した。そして12月20日、中村宮内大臣は文部省を通じて、佐藤三吉東大医学部長、河本重次郎東大医学部教授、三浦謹之助東大医学部教授、永井潜東大医学部教授、藤井健次郎東大理学部教授の5人に色覚異常遺伝に関する調査を依頼。翌日、良子女王が色覚異常遺伝を持っている場合、皇太子との間に生まれる男子の半分は色覚異常になるという報告書が出された。この報告書は宮内大臣から山縣・松方・西園寺に示された後、邦彦王に送られ、これで一件落着すると元老や原首相は考えていた。報告書を読んだ久邇宮側が自発的辞退を検討しているとの話を受けて、山縣は、12月30日に久邇宮家が辞退した場合、この婚約を事前に調査していなかった自分にも責任があり、処分に相当するという内容の「待罪書」を宮内次官に提出し、小田原の別邸古希庵に引っ込んだ。
しかし杉浦は12月23日に小笠原長生を訪ねて、婚約解消には絶対反対であり、どんなことがあっても東宮御学問所御用掛を辞任すると宣言。12月27日には東郷平八郎に招かれ慰留されるが、これも断った。

## 右翼・反藩閥派・政界に波及

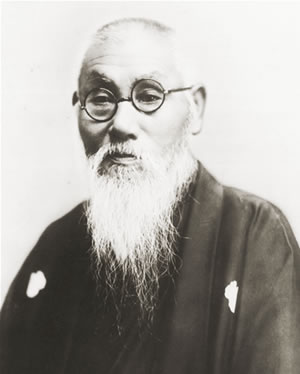
頭山満

杉浦は婚約解消問題が政争の具となることを避けるため、それまで山縣の政敵である大隈重信を頼ることを躊躇していた。しかし手詰まりになった状況を打開するべく、12月30日に大隈に近い牧野謙次郎早稲田大学教授を招き相談。牧野は翌日、塩沢昌貞とともに大隈を訪問した。大隈は天皇・皇后に働きかけると述べたものの、実際には何も行わなかった。しかしこれを機に話が急速に広まり、事態は政治色を強く帯びていった。
1920年末頃に杉浦らが接触していた相手には、邦彦王の義弟・壬生基義、北白川宮能久親王次女で有馬頼寧伯爵夫人の有馬貞子などがおり、壬生は皇后を説得できるのは生母の野間幾子しかいないと言い、有馬貞子は義姉の北白川宮成久王妃房子内親王に話をしてみると伝えていた。
12月24日には事件を聞きつけた右翼の巨頭である頭山満が、心服していた杉浦を訪問する。「原敬日記」に杉浦が頭山らに事件を漏らしたとの田中義一からの情報が書かれているが、1921年1月11日に再び会った際、杉浦は頭山に対し事件を政治問題化させないよう注意した。その後宮中某重大事件で頭山がどのような行動をとったかは定かでないが、浅見雅男は頭山の存在が山縣や原首相らに影響を与えたと推測している。
1月16日、杉浦門下の古島一雄が杉浦を訪問し、婚約解消問題を数人の新聞記者や、衆議院議員のうち「健全なる人々」に打ち明けることを話し合った。
1月23日、山縣ら藩閥を倒すためにこの事件を利用しようとしていた、城南荘・国民義会グループと呼ばれる五百木良三、牧野謙次郎、松平康国、押川方義、大竹貫一、佃信夫が集まり、婚約内定解消反対に向け協働することに決めた。翌日、牧野謙次郎は杉浦を訪ねるが、彼らを警戒していた杉浦に共闘を断られ、独自に行動を開始。6人連名で山縣や原へ警告書を送った。
1月24日には、来原慶助が、久邇宮家嘱員・武田健三の話をもとに書いた『宮内省の横暴不逞』と題する匿名の怪文書を政界や新聞社にばら撒いた。内容は、山縣（○○公と名前は伏せられている）が婚約解消を企てて中村宮内大臣らが動いていると批判するもので、原首相は怪文書を見て警戒を強め、床次竹二郎内務大臣は新聞・雑誌出版社に対し皇太子妃に関する報道の禁止を命じた。ただし、黒沢文貴によれば、薩摩出身の床次は人倫派に同情的であり、取り締まりは不十分だったとされる。
1月26日、読売新聞は、杉浦が宮内大臣と道徳上の意見が合わないという理由で東宮御学問所御用掛の辞表を出したと報道。宮中某重大事件への言及はなかったものの、同紙は発禁処分となった。これにより政府は事態の鎮静化を図ったが、「蒙古王」の異名を持つ衆議院議員の佐々木安五郎が発禁処分の理由を議会で追及すると騒ぎだす。これに対し宮中のことを議会で論ずるのはまずいと考えた古島一雄は、与党の政友会、野党の憲政会と立憲国民党に働きかけ、さらに奥繁三郎衆議院議長も巻き込み佐々木の質問を抑え込んだ。
こうした中、山縣は枢密院で婚約解消を決定しようとし、腹心の清浦奎吾副議長に命じた。しかし清浦は、枢密顧問官の平山成信や穂積陳重は杉浦派のため、枢密院で議論しても全会一致の見込みがないとして、及び腰で立ち消えとなる。しかも清浦は杉浦派の意見に賛同を示し山縣を裏切った。
2月1日には城南荘・国民義会グループが山縣に対し『上（たてまつる） 山県老公』と題した文を山縣邸に送った。その内容は来原の怪文書とほぼ同じで、山縣は秘書を通じて返答するが、物別れに終わる。また、右翼の内田良平と小美田隆義も2月9日に元老・首相へ書簡を送りつけた。加えて北一輝・大川周明・満川亀太郎らが結成した猶存社が山縣暗殺を企てているとの噂もあった。
そして右翼、国粋主義者らは2月11日の紀元節に総決起することとし準備を進めた。城南荘グループは学生や青年団を動員し「国民祈願式」を、内田良平らは民間労働者団体を誘い、皇太子成婚の成就と外遊延期を祈願する「祈願宝刀奉納式」を、それぞれ明治神宮で行うことを計画した。
なお、婚約を既成事実化させたい久邇宮家側では、後閑菊野らが情報源となって良子女王に関する記事を新聞に掲載させるといったマスコミ工作を行った。例を挙げると2月3日の東京日日新聞には、良子女王は一度も宮家職員を叱ったことはなく慈悲深い言葉をかけるというエピソードを紹介し、その人徳を褒め称える記事が掲載された。

## 事件収束

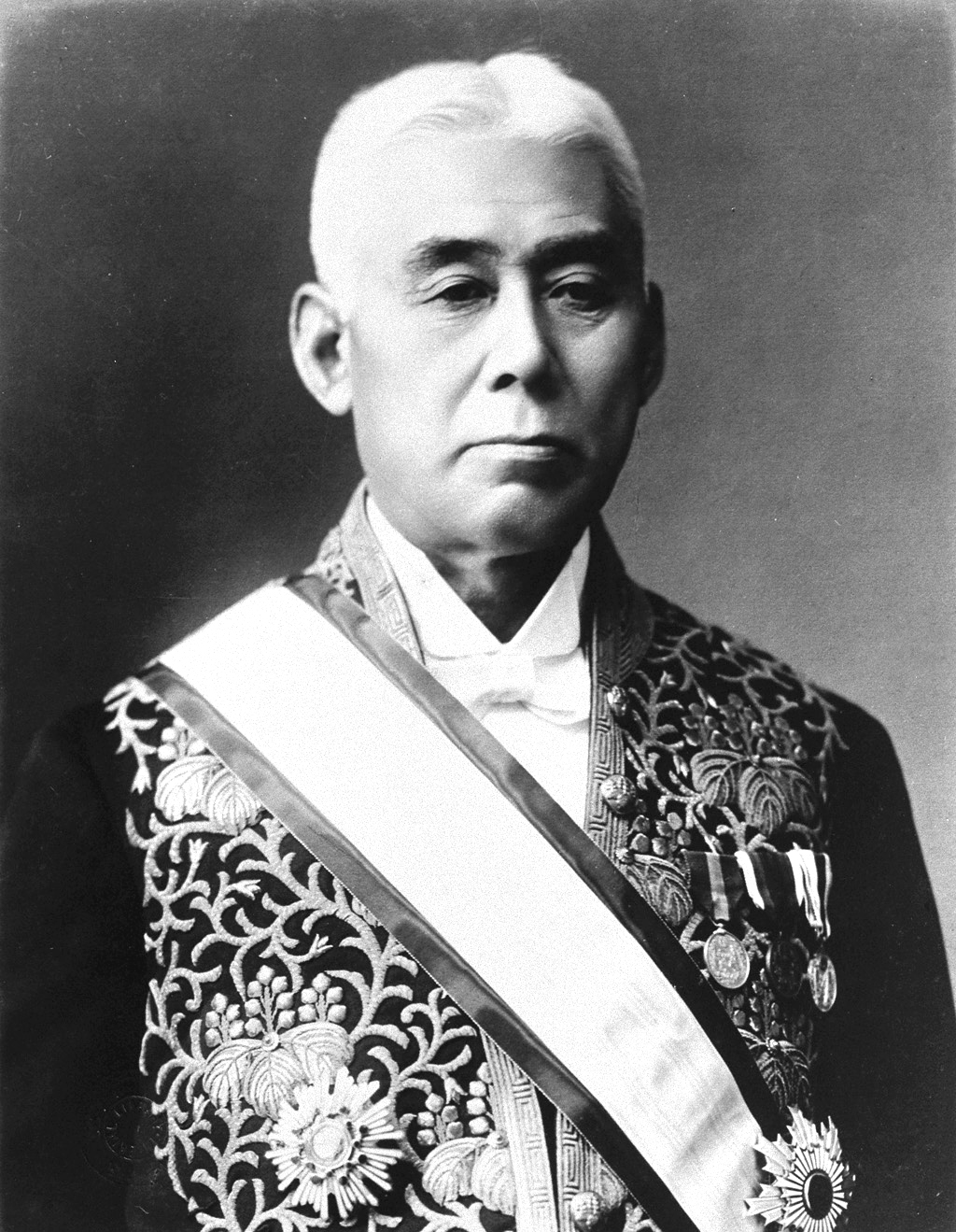
原敬

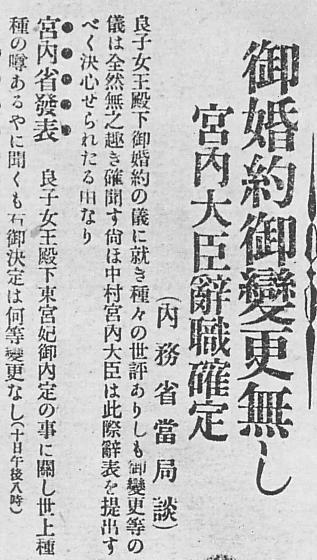
宮中某重大事件を報じる東京朝日新聞（1921年2月11日）

2月に入ると、原首相や古島の活動が活発になり、事件の主役は山縣・杉浦から移っていく。
婚約解消問題を放置するととんでもないことが起こると焦った原首相は、2月2日、中村宮内大臣とこの件で初めて会談する。原が誰かが責任を取って決定しなければならないと言うと、中村は自分が責任を持って対応すると答えた。
かかる中、床次内務大臣が山縣派の重鎮である平田東助や中村宮内大臣に婚約解消反対を説いてまわり、平田は態度を変え始めた。平田の変心は中村宮内大臣にも大きな影響を与え、自らの辞任と引き換えに婚約内定を決行する決心を固めた。また政界でも、奥衆議院議長が2月3日に、政友会の岡崎邦輔、憲政会の下岡忠治、立憲国民党の古島一雄との協議結果として婚約内定に変更ないよう原首相から中村宮内大臣に伝えるよう申し入れを行う事態に至っていた。2月4日には西園寺と原首相が会談、二人は邦彦王は一癖あり、将来外戚として干渉するのではないかという懸念を話し、原は山縣が火を付けた事件なのに、その配下である平田や中村が婚約遂行已む無しというようでは梯子を外されたようなものだと語った。
そして原首相は事態収拾に向け行動し出す。原は情報係を務めていた松本剛吉に山縣らにはっきり態度を決めるよう伝言を依頼し、松本は2月5日に山縣を訪問。山縣は「原の言う通りだ」と、血統論は放棄しないが事態を鑑みれば已む無しという姿勢をみせた。
2月8日の閣議で原首相は閣僚に宮中某重大事件の顛末について話し、事件が公のものとなる。
2月9日、中村は山縣を訪問し、このまま婚約問題が紛糾するのは皇室のためにならないため色覚異常を不問にすることを進言、これに対し山縣は反論しなかった。翌2月10日、中村宮内大臣は東京に戻り、原首相に対し、右翼・国粋主義者の騒動を鎮圧するために成婚を遂行し、自らは辞任することにしたと報告。同日午後6時、内務省警保局長川村竹治から東宮妃内定の件は変更ないと聞いていること、中村宮内大臣が辞表提出の決意をしたことが発表され、続いて午後8時に宮内省から以下の通り発表された。
翌2月11日、内田良平や右翼団体は予告通り明治神宮を参拝。久邇宮家の属官も明治神宮に現れた。杉浦も婚約が決まったことを感謝するため靖国神社を参拝し、2月13日には日本中学校で内々に祝賀会を開いた。

## その後

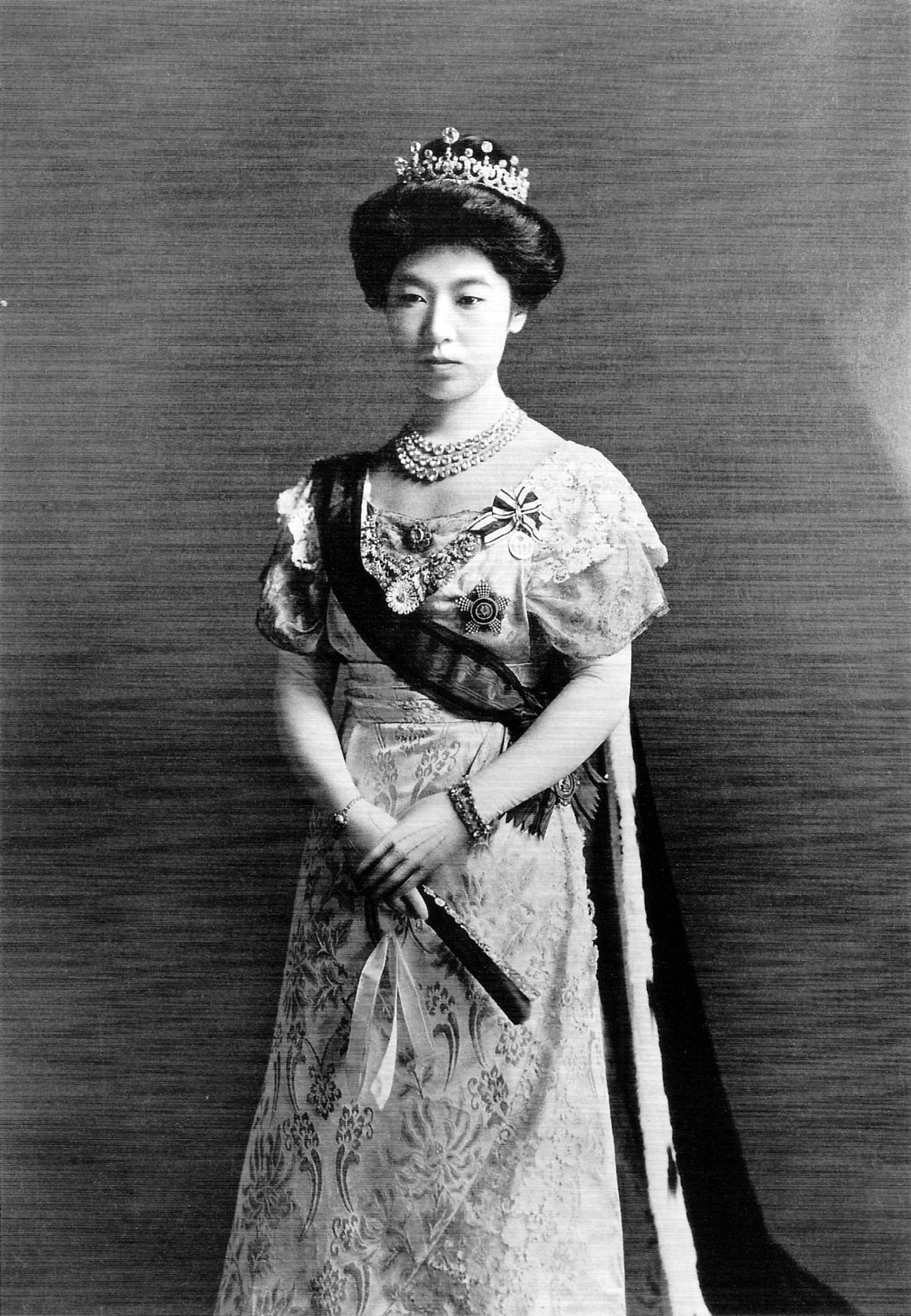
貞明皇后。宮中某重大事件の解決後も久邇宮の態度に反発し、結婚を逡巡していた。

こうして山縣は敗北したものの、2月10日に古希庵を訪れた松本剛吉に対し、「己は勤王に出て勤王で討死した」「己は何処迄も純血論で戦う」と述べ、自説へのこだわりをみせた。そして、2月14日に山縣・西園寺公望・松方正義が集まり、今後の対応を協議した際、責任を取って内大臣を辞任するという松方に対し、山縣は責任を認識するが辞表提出はいかがなものかと述べ、現在の地位に留まることで合意した。しかし、松方は後任の宮内大臣に牧野伸顕を推薦すると、2月18日に山縣に黙って内大臣の辞表を提出してしまう。これで山縣も辞表を出さざるを得なくなり、2月21日に枢密院議長辞任、官職ならびに栄典の拝辞を申し出る書面を提出した。その後、山縣は古希庵で謹慎していたが、原敬が助け舟を出し、5月18日に松方とともに天皇から留任を命じられる形で辞表が却下された。
3月17日、怪文書を書いた来原慶助から久邇宮家の武田健三に、自らの洋行費用3万円と臨時秘密結社費用1,250円を要求する手紙が届く。要求額は最終的に15,000円に下がり、牧野宮内大臣や宗秩寮総裁代理などを務めていた倉富勇三郎が金銭支払いに反対したものの、武田から来原に5,000円を、おそらくは久邇宮家の金で支払われた。ただし、金の出どころはうやむやにされた。
もう一つの懸案であった皇太子の洋行も2月13日に、3月3日に日本を出発することが正式決定、2月15日に発表された。発表前にこれを聞きつけた邦彦王は出発前に皇太子に拝謁したいと願い出るが、発表前なのに僭越であると貞明皇后の怒りを買う。また良子女王の大正天皇への拝謁も願い出たが、これも皇后に拒否された。こうした「自分が勝ったつもりでいる」邦彦王の態度に立腹した皇后は2か月以上も経った5月9日に波多野元宮内大臣を呼び出し、婚約は内定であるから取り消せないことはないと言い出す。これに対し波多野が、宮内大臣が婚約に変更はないと発表した以上、今更取り消しはできないと諫言、皇后を納得させた。
原敬も成婚問題は未解決との立場で一貫しており、皇太子が摂政になってから決めればよいという姿勢であったが、11月4日に東京駅で暗殺される。翌1922年（大正11年）2月1日には山縣が失意のうちに死去し、婚約に反対する有力臣下はいなくなった。皇太子は珍田捨巳の話によれば、1921年9月時点で婚約内定は確定のものとして考えていた。他方、事件の間の良子女王について実妹の大谷智子は、決して嘆くような素振りはなかったが、じっと堪えている様子だったと語っている。
なお、皇太子の洋行中に、良子女王との婚約を廃し、賀陽宮佐紀子女王を皇太子妃にしようとする謀略の噂が流れ、倉富勇三郎の日記や駐日イギリス大使館の報告に記録されている。
1922年5月以降、牧野宮内大臣は皇族の根回しを行い、6月9日に貞明皇后に了解を求める。皇后は、色覚異常という不純分子が皇統に入るのは恐れ多いが、自分も近視を子に遺伝させ申し訳ないと思っており、皆が熟議の末変更なしと決めたのであれば、涙をのんで勅許するしかないとして承認した。そして6月12日に摂政（皇太子）の同意を得て、6月20日に勅許の親書が下される。これにより9月28日に納采の儀を行い、翌1923年（大正12年）秋に成婚式を行うことが内定した。しかしなおも貞明皇后は同年4月に、皇太子が新嘗祭を行ってからでなければダメだと発言する。成婚式は9月1日の関東大震災の発生を受けて摂政の意思で延期となるが、1924年1月26日にようやく行われた。
これで事件は終結したが、久邇宮家は直後に皇太子妃の実兄・朝融王が酒井菊子との婚約を破棄するという新たな騒動を引き起こしている（朝融王事件）。